# Jan Nepomuk Wünsch
Jan Nepomuk Wünsch (12. května 1855 Beroun – 7. května 1950 Hradec Králové) byl český hudební skladatel a regenschori.

## Život
Hudební základy získal již na obecné škole v Berouně u místního učitele a ředitele kůru Jana Nepomuka Hudce a později na piaristickém gymnáziu u Josefa Nešvery. Od roku 1873 studoval na Varhanické škole v Praze. Zde byl jeho učitelem František Zdeněk Skuherský a mezi spolužáky byl i Leoš Janáček. Studia ukončil v roce 1876.
Poté se stal ředitelem kůru (tzv. regenschorim) v Unhošti. Z Unhoště přešel v roce 1879 do Havlíčkova (tehdy Německého) Brodu a po krátké zastávce v Josefově se v roce 1884 po svém učiteli Josefu Nešverovi stal ředitelem kůru v katedrále svatého Ducha v Hradci Králové. Ve funkci setrval více než 50 let až do odchodu do důchodu v roce 1935. Tímto působením dlouhodobě ovlivňoval hudební život ve městě.
V Hradci Králové se podílel na založení Cyrilské jednoty a byl i jejím sbormistrem (1894–1901). Řídil také pěvecký sbor Eliška (1898–1901) a spolupracoval s ochotnickými divadelními spolky Klicpera a Tyl. Opakovaně pořádal duchovní koncerty v Klicperově divadle s účastí žáků obchodní akademie a kandidátů učitelství.
Zemřel roku 1950 a byl pohřben na hřbitově v Pouchově.

## Rodina
Hudbou žila celá jeho rodina. Bratr skladatele, Josef Adel Wünsch (1850–1941), byl rovněž ředitelem kůru a hudebním skladatelem. Syn Jan Maria Wünsch se stal klavíristou. V roce 1948 emigroval a v dráze klavíristy a skladatele pokračoval ve Spojených státech. Další synové, Dominik a Josef, se rovněž věnovali hudbě jako klavíristé, varhaníci, sbormistři a hudební pedagogové. Významným hudebním pedagogem a skladatelem se stal zejména synovec, Rudolf Wünsch (1880–1955), syn Josefa Adela.

## Dílo
Základem jeho díla byla chrámová hudba. Zkomponoval
- 8 mší (mezi nimi dvě české vánoční mše)
- 3 requiem
- 4 Te Deum
- oratorium Petrova skála
- stovky drobnějších skladeb pro bohoslužebné účely

Kromě toho však psal i hudbu světskou – písně, sbory a taneční skladby. Zkomponoval i zpěvohru Krasata.
Některá jeho díla jsou uložena v archivu katedrály svatého Ducha v Hradci Králové, většina je v rukopise v majetku rodiny.